# Збройні сили Нігеру
Збройні сили Нігеру (фр. Forces armées nigériennes) — сукупність військ Республіки Нігер, призначена для захисту свободи, незалежності і територіальної цілісності держави. Складаються з сухопутних військ, повітряних сил та національної жандармерії.

## Склад збройних сил

### Повітряні сили
За даними журналу FlightGlobal, станом на 2020 рік, на озброєнні повітряних сил Нігеру були 2 бойових, 2 розвідувальних, 5 транспортних літаків і 7 багатоцільових і бойових вертольотів.
| Тип           | Виробництво | Призначення                  | Кількість | Примітки    |        |
| Літаки        | Літаки      | Літаки                       | Літаки    | Літаки      | Літаки |
| ------------- | ----------- | ---------------------------- | --------- | ----------- | ------ |
| Су-25         | СРСР        | штурмовик                    | 2         |             |        |
| Cessna 208    | США         | розвідувальний літак         | 2         |             |        |
| C-130H        | США         | транспортний літак           | 1         |             |        |
| Cessna 208    | США         | транспортний літак           | 2         |             |        |
| Dornier 228   | Німеччина   | транспортний літак           | 1         |             |        |
| King Air 350  | США         | транспортний літак           | 1         |             |        |
| Вертольоти    |             |                              |           |             |        |
| Ми-17         | СРСР        | багатоцільовий вертоліт      | 3         |             |        |
| Ми-24 / Ми-35 | СРСР        | транспортно-бойовий вертоліт | 1         | 2 замовлено |        |
| SA.342        | Франція     | багатоцільовий вертоліт      | 5         |             |        |

Розпізнавальний знак
Знак на кіль